# 约瓦娜·韦索维奇
约瓦娜·韦索维奇（羅馬化：Jovana Vesović，1987年6月21日—），塞尔维亚女子排球运动员。她曾代表塞尔维亚国家队参加2008年和2012年夏季奥林匹克运动会排球比赛，最好名次为2008年奥运会的第五名。